# Sör-Storvattnet
Sör-Storvattnet är en sjö i Skellefteå kommun i Västerbotten och ingår i Byskeälvens huvudavrinningsområde. Sjön har en area på 0,22 kvadratkilometer och ligger 308,9 meter över havet.

## Delavrinningsområde
Sör-Storvattnet ingår i det delavrinningsområde (724556-169423) som SMHI kallar för Utloppet av Nörd-Storvattnet. Medelhöjden är 310 meter över havet och ytan är 4,36 kvadratkilometer. Det finns inga avrinningsområden uppströms utan avrinningsområdet är högsta punkten. Vattendraget som avvattnar avrinningsområdet har biflödesordning 3, vilket innebär att vattnet flödar genom totalt 3 vattendrag innan det når havet efter 107 kilometer. Avrinningsområdet består mestadels av skog (30 procent) och sankmarker (40 procent). Avrinningsområdet har 1,12 kvadratkilometer vattenytor vilket ger det en sjöprocent på 25,6 procent.